# Spirit Lake (Iowa)
Spirit Lake is een plaats (city) in de Amerikaanse staat Iowa, en valt bestuurlijk gezien onder Dickinson County.

## Demografie
Bij de volkstelling in 2000 werd het aantal inwoners vastgesteld op 4261. In 2006 is het aantal inwoners door het United States Census Bureau geschat op 4722, een stijging van 461 (10,8%).

## Geografie
Volgens het United States Census Bureau beslaat de plaats een oppervlakte van 8,6 km², geheel bestaande uit land. Spirit Lake ligt op ongeveer 449 m boven zeeniveau.

## Plaatsen in de nabije omgeving
De onderstaande figuur toont nabijgelegen plaatsen in een straal van 12 km rond Spirit Lake.